# 社会的選好
社会的選好（しゃかいてきせんこう）は、自分自身の物質的な見返りだけでなく、準拠集団の見返りまたは/および見返りにつながる意図も気にする人間の傾向を表す 。社会的選好は、行動経済学と実験経済学、社会心理学で広く研究されている。社会的選好の種類には、利他主義、公平性、互恵主義、および不公平回避が含まれる。経済学の分野は当初、人間が合理的な経済主体であると想定していたが、そうではないことが明らかになると、分野は変化し始めた。経済学における社会的選好の研究は、1980年の実験室実験から始まった。そこでは、実験経済学者は、被験者の行動が最後通牒ゲームや独裁者ゲームなどの経済ゲームにおける自己利益行動から体系的に逸脱していることを発見した。これらの実験的発見は、1990年から2010年までのエージェントの利他主義、公平性、互恵性の懸念を特徴付けるさまざまな新しい経済モデルに影響を与えた。最近では、社会的選好の形成とその社会全体への応用を研究するフィールド実験が増えている。

## 社会的選好の心理学

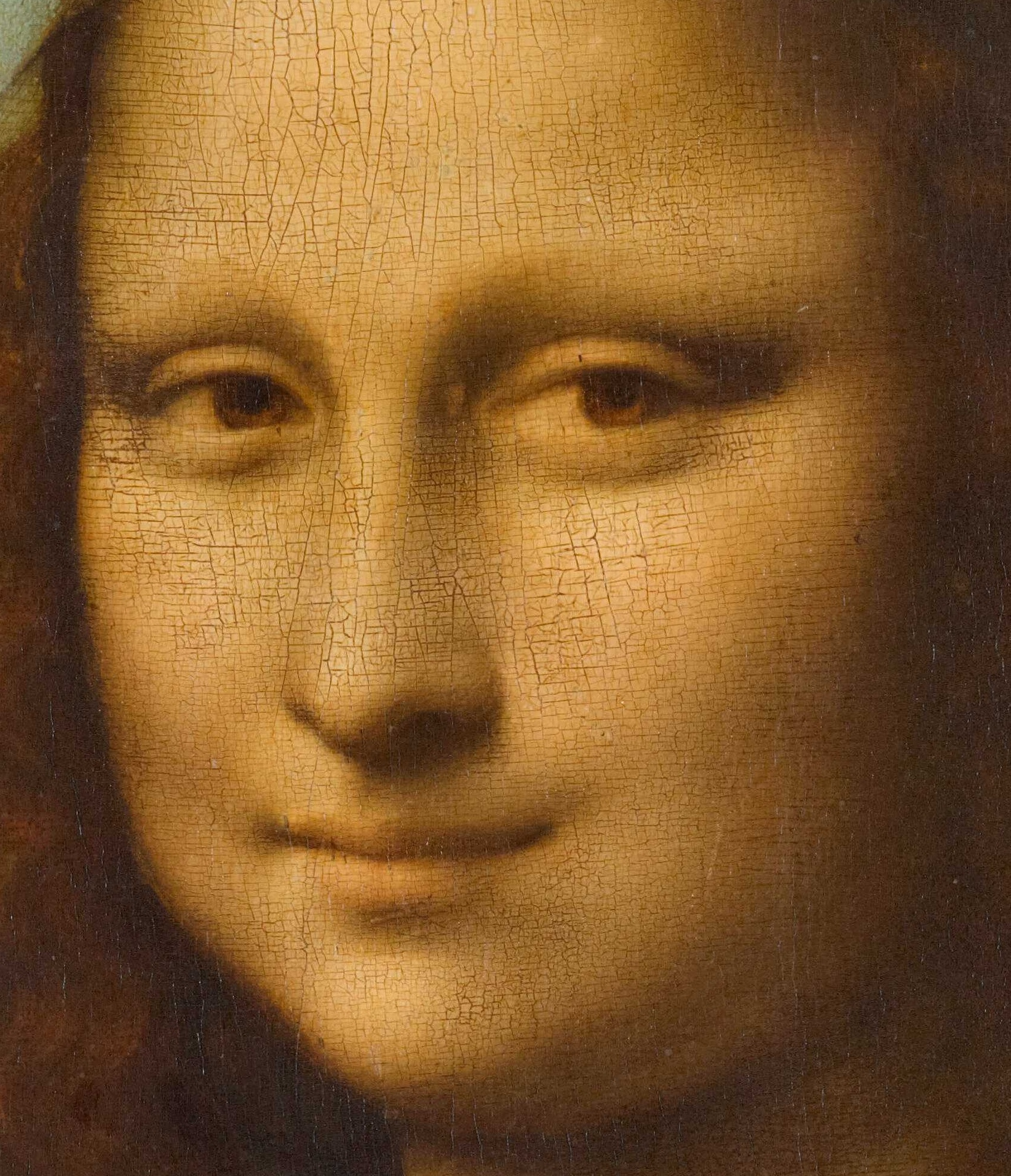
心理学によれば、顔は人気や好感度、そしてそれ以上に社会的地位に関して最も重要な要素である。つまり、常識以上に、顔の良し悪しも思春期には重要なのである。

幼少期や思春期に経験した社会的選好の程度は、DNAの発現を変え、文化や社会のさまざまな側面に浸透し、気づかないうちに、物事の解釈や反応の仕方という形で、人々に影響を与えている。従って、社会的選好の形成は、仕事で成功し、より良い親になり、より幸せな人間になれることに重要である：
- 心理学によれば、好かれるために最も重要な要素のひとつはもちろん顔である。社会的評価、つまり思春期の学校でのカーストに関して最も重要な要素である[3]。
- モテる人の特徴として、常に活動の提案を控えるにもかかわらず、誰にでも友好的であることが挙げられる[4]。
- 適切な体重でマッチョになるほど、人気が高まる[6]。運動神経がよくて慈善家であればあるほど、社会的な好感度や社会的評価が高くなる[7]。
- アメリカでは、悲しみや不安などの否定的な感情は強く歓迎されないが、陰謀を企てる者は社会的評価が高く、つまり出世する傾向がある。一方、中国では、悲しみや不安、陰謀といった否定的な感情は人望にそれほど影響を与えない[7]。

全体的に見ると、アメリカでは、より高い社会的地位を得たいのであれば、「美しい顔」、「運動能力を身につける」、「悲しみを控える」、「利社会的行動をとること」、「不安を控える」、「社会的引きこもりを控える」、「計画的な陰謀を着実に行う」、「学力を身につける」ことの順に重要であると考えられている。好かれたいのであれば、「敵意バイアスを控えて反応的攻撃性を控える」、「率先して活動を提案することを控えて誰にでも友好的に接する」、「他者から拒絶されることを予期することを控える」、「美しい顔を持つ」、「利社会的行動をとること」、「運動能力を鍛える」、「学力を鍛える」、「社会的引きこもりを控える」ことの順に、社会心理学者は重要視している。

## 社会的選好の決定要因：自然対育成
社会的選好は、自然と育成という2つの異なる方法によってもたらされると考えられている。自然は生物学的構成と遺伝学を含むが、育成とは人が発達する社会的環境を指す。大多数の文献は、「自然」が社会的選好にさらに強く影響することを支持するが、社会文化的要因の大きな影響を支持する研究はまだある。これらの要素のいくつかには、経済主体間の社会的距離、経済的資源の分配、社会的規範、宗教および民族性が含まれる。

## 社会的選好の重要性
社会的選好と個人やグループ間で発生する格差を理解することは、現実をよりよく表すモデルを作成するのに役立つ。金融セクター内では、研究は、貸付プログラムのデフォルトの削減、ならびに政府および中央銀行の政策の有効性に見られるように、信頼の要素と経済成長への互恵性との間に正の関係が存在することを支持している。社会的選好がうまく機能することは、市場の失敗の可能性の減少と取引コストの削減を通じて、社会が新しい発展への道を開くのを助けるかもしれない。社会はまた、情報の流れ、透明性、説明責任を高めるために社会的選好を利用するかもしれない。

## 社会的選好の形成
生物学者、社会心理学者、および経済学者は、長期および短期の両方にわたる社会的選好の形成に関する理論を提案し、証拠を文書化した。社会的選好の形成と発達を説明するさまざまな理論は、生物学的、認知的、社会文化的観点から説明することができ、以下のように詳述されている。

### 生物学的進化

#### 血縁淘汰
血縁淘汰は、近親者の繁殖に利益をもたらすためにいくつかの特定の行動特性が好まれる進化戦略である。したがって、利他的に見える行動は、利己的な遺伝子の理論と一致する可能性がある。血縁淘汰は、自分の犠牲が近親者に同じ遺伝子をより多く保存するのを助けることができる限り、彼ら自身の生存を犠牲にしてさえ、近親者に対する利他的な行動を説明することができる。例えば、働きバチは、他のミツバチの遺伝子を保護するために、捕食者を攻撃して死ぬ可能性がある。

#### 相反選択
互恵的利他主義の選択は、ある人の利他的な行動が、他人からの将来の互恵的利他的な行動の予想から進化する可能性があることを示唆している。ゲーム理論における互恵選択の応用は、囚人のジレンマにおけるしっぺ返し戦略である。これは、プレイヤーが最初の遭遇で協力し、次に前の遭遇での対戦相手の行動に従う戦略である。ロバート・アクセルロッドとW.D.ハミルトンは、しっぺ返し戦略は、集団内の2人が繰り返し遭遇する確率が特定のしきい値を超えている集団において、進化的に安定した戦略になり得ることを示した。

### 社会的学習
心理学者のアルバート・バンデューラは、子供たちが親、他の大人、仲間を含む他の向社会的モデルを模倣することによって、向社会的および道徳的行動について学ぶことを提案した。親が自分の向社会的行動を示すことによって自分の社会的選好を子供に伝えることを提案する経済モデルもある。バンデューラは、子供たちが一度放っておかれた子供の行動を観察する前に、行動を示すモデルに子供たちをさらすことによって、攻撃的な行動をエミュレートする程度まで、広範な心理学的実験を行った。
ただし、向社会的行動の促進における親の役割に対する経験的サポートはまちまちである。例えば、親の誘導の使用と子供の向社会的行動との間に正の関係があることを発見した研究者もいれば、親の懲罰的手法の採用と子供の向社会的行動との間に相関関係がないことを発見した研究者もいる。
社会的学習の他の情報源に関して、最近の野外実験は、社会的選好の形成に対する学校プログラムとメンタリングプログラムのプラスの効果の因果的証拠を提供し、これらの研究は、社会的相互作用、社会的役割モデルも示唆した。家族や学校からの文化的伝達は潜在的なメカニズムであるため。

### 認知的要因
心理学者のジャン・ピアジェは、認知発達が道徳的判断と行動の前提条件であると最初に提案した人の一人でした。彼は、道徳的発達を学ぶのではなく、他者との社会的相互作用の重要性を主張した。これには、規則と他者の行動の両方を理解する必要がある。向社会的行動を促進する上での他の重要な認知スキルには、遠近法と道徳的推論が含まれる。これらはほとんどの経験的証拠によって裏付けられている。

## 社会的選好の証拠

### 実験的証拠
社会的選好の多くの最初の証拠は、被験者が他の人と経済的なゲームをする実験室の実験から得られた。しかし、多くの研究は、被験者の行動が利己心仮説からの予測からしっかりと体系的に逸脱していることを発見したが、利他主義、不公平回避、相互主義などの社会的選好によって説明できる。最後通牒ゲーム、独裁者ゲーム、信頼ゲーム、ギフト交換ゲームは、社会的選好とその影響を理解するために使用される演習である。

### 最後通牒ゲーム
最後通牒ゲームは、利己心の仮説が人々の行動を予測できないことを示す最初の実験の1つである。このゲームでは、最初の発動機が固定金額の分割を提案し、2番目の発動機がオファーを受け入れるか拒否するかを決定する。 2番目の発動機がオファーを受け入れる場合、最終的なペイオフはオファーによって正確に決定される。ただし、2番目の発動機がオファーを拒否した場合、両方のサブジェクトのペイオフはゼロになる。最初の発動機がゼロ額を提案し、2番目の発動機が提案を受け入れるという自己利益仮説の予測に反して、実験者は提案者が通常固定額の25％〜50％を提供し、応答者は分割は20％未満である。

### 独裁者ゲーム
関連するゲームは独裁者ゲームであり、一方のサブジェクトは固定金額の分割を提案し、もう一方のサブジェクトはオファーを受け入れることのみが許可される。独裁者ゲームは、最後通牒ゲームで純粋な利他主義を最初の発動機の戦略的懸念から分離するのに役立つ（つまり、最初の発動機は2番目の発動機に大きなシェアを提案して2番目の発動機の拒絶を回避する）。このゲームでは、平均シェアは固定額の20％に減少するが、60％以上の被験者が依然として前向きな提案を提案している。

### 信頼と贈り物-交換ゲーム
他の2つのゲーム、トラストゲーム（投資ゲームとも呼ばれる）とギフト交換ゲームは、相互行動の証拠を提供する。トラストゲームでは、最初の発動機に固定金額cが与えられ、 2番目の発動機に渡す金額bを決定する。この量は、2番目のムーバーに到達したときに係数kで乗算され、次に2番目のムーバーがこの量（kb）のどれだけを最初のムーバーに返すかを決定する。利己心モデルは譲渡も利益も予測しないが、実験者は、先発者は通常、寄付金の約50％を譲渡し、応答者の利益は譲渡に伴って増加することを発見した。ギフト交換ゲームでは、最初の発動機が2番目の発動機にオファーを提案し、2番目の発動機に一定の努力レベルを要求し、次に2番目の発動機がコストがかかるが先発者の見返りを増やすことができる努力を決定する。また、自己利益の予測とは反対に、実験での最初の発動機のオファーは通常ゼロより大きく、2番目の発動機の努力レベルはオファーとともに増加する。
囚人のジレンマとその一般化されたゲームである公共財ゲームも、社会的選好の間接的な証拠を提供し、被験者間の条件付き協力の多くの証拠がある。囚人のジレンマゲームは、協力のプロセス自体が協力しないインセンティブを生み出す可能性があるという事実を示している。各プレーヤーは、すべての貢献が合計され、「利己的な」プレーヤーに「フリーライド」の機会が与えられるプレーヤーに分配される前に、概念的な公共財に貢献することができる。このゲームは、消費者が積極的な介入なしに自由に乗る傾向がある方法だけでなく、消費者が経験によって行動を変える方法も示している。

### フィールド証拠
多くの現場の証拠は、エージェントの公平性と相互の懸念を文書化している。例えば、 Daniel Kahneman 、Jack Knetsch、 Richard Thalerは、公平性への懸念が企業の利益追求行動を制約していることを発見した（例えば、需要の増加後に価格を上げる）。
多くのフィールド実験では、作業環境における相対的な賃金の懸念と互恵性を調べている。例えば、経済学者のUriGneezyとJohnListは、被験者をタイピングの仕事と訪問販売のために雇うフィールド実験を実施し、被験者がより高い賃金のグループでより大きな努力レベルを発揮することを発見した。しかし、この前向きな相互関係は短命でした。研究者はまた、正の相互関係が負の相互関係よりも小さいことを発見した。別の研究では 、求職者は、顕著な賃金で6時間本をカタログ化するために雇われたが、その後、応募者は賃金の引き上げまたは削減のいずれかについて知らされた。研究者は、賃金カットグループの努力の減少は、賃金上昇グループの努力の増加よりも大きいことを発見した。しかし、前向きな相互関係は他の活動には及ばなかった（もう1時間働くことを志願する）。

## 社会的選好の経済モデル
社会的選好の既存のモデルは、分配的選好と相互選好の2つのタイプに分けることができる。分配的選好とは、利他主義と意地悪、公平性と不公平回避、効率性の懸念など、参照グループ間の見返りの分配と全体的な大きさに対する選好である。相互の好みは、他人の行動の意図に対するエージェントの懸念を反映している。

### 純粋な利他主義、温かい輝き、そして意地悪
経済モデルにおける純粋な利他主義は、他者の幸福に対するエージェントの懸念を表している。この人の効用が他の人の見返りとともに増加する場合、その人は利他的な好みを示す。関連する経済モデルは、不純な利他主義、つまり暖かみのある輝きであり、個人が他人の見返りを気にせずに何か良いことをすることで気分が良くなる（つまり、「温かみのある輝き」の効用を得る）。意地悪や嫉妬の好みは、純粋な利他主義の反対にある。この場合、エージェントの効用は他の人の見返りとともに減少する。

### 公平性と不公平回避
公平性と不公平回避モデルは、エージェント間でのペイオフの公平な分配、特にペイオフの違いに対する嫌悪に対するエージェントの懸念を捉えている。Fehr-Schmidtモデルでは、エージェントは、グループ内の対戦相手と自分のペイオフを比較する。ただし、エージェントの効用は、参照グループ内の自己と他の対戦相手との間の正と負の両方のペイオフの違いによって減少する。さらに、エージェントはペイオフアドバンテージよりもペイオフデメリットを嫌う。したがって、エージェントは、エージェントが他の人よりも良いときは他人に対して利他的な行動を示し、エージェントが他の人よりも悪いときは意地悪な行動を示す。

### 効率の懸念と準マキシミンの好み
エコノミストのゲイリー・チャーネスとマシュー・ラビンは、場合によっては、エージェントがより効率的な結果（つまり、より大きな社会福祉を伴う結果）を好むことを発見し 、エージェントの効用が自身の物質的見返りと社会福祉。さらに、彼らは、エージェントが準最大の選好を持っていると仮定した。つまり、社会福祉に対するエージェントのケアには、エージェント間の最小のペイオフと、グループ内のすべてのエージェントの合計のペイオフが含まれる。ただし、他の人が自分よりも良い場合、エージェントは他の人の見返りをあまり気にしない。

### 相互主義
エージェントには、親切な行動と不公正な行動の両方に向けて往復する動機がある。 Rabin（1993）のモデルは、相互の振る舞いを特徴付ける最も初期のモデルの1つである。このモデルでは、エージェントのペイオフは他の対戦相手に依存し、エージェントは、エージェントが受け取る実際のペイオフと公正なペイオフの差に基づいて、他の対戦相手の優しさを信じる。エージェントは、他の個人の行動を親切で公正であると認識した場合は積極的に往復し、不公正であると認識した場合は否定的に反応する。他の研究者は、N人の展開型ゲームで繰り返される相互作用を研究することによって 、またエージェントの選好に不公平回避を含めることによって、Rabin（1993）のモデルをさらに一般化する。CharnessとRabinはまた、相互関係を懸念して、準マキシミンの好みを増強した。

## 経済的アプリケーション
研究者たちは、社会的選好の認識の失敗は、非常に重要な経済行動の偏った理解につながると主張している。社会的選好が現実世界の経済学に適用される3つの重要な方法を以下に説明する。

### 協力を理解する
社会的選好に関する研究は、他の人も協力し、フリーライダーを罰することができると確信している場合、相互および不公平を嫌う個人が協力できることを示した。これは、フリーライディングの問題を解決するための適切な社会的メカニズムの設計に影響を及ぼす。例えば、FischbacherとGachterは、公共財の実験を通じて、人々は利己心だけが示唆するよりも公共財に貢献することを発見した。これは、自発的な貢献の概念をサポートする。

### 経済的インセンティブの設計
会計従業員の互恵性と公平性の懸念は、従業員の努力を強化し、会社の代理店の問題を解決するために、より良い契約（例えば、信託契約、ボーナス契約）を設計するのに役立つ。さらに、職場での相対的な賃金の設計は、従業員の仕事の満足度と幸福に影響を与える可能性がある。社会的選好に関する研究はまた、金銭的インセンティブのクラウディングアウト効果の理解を容易にした。

### 社会政策の設計
前述の分配的および相互的な選好は、良い政府と倫理基準の支持に不可欠である。これらの選好がなければ、利己心と「フリーライダー」の問題のために、社会が経済財の望ましい配分を達成することはありそうにない。社会的選好に関する調査と実験は、公共政策で使用される最適なインセンティブの設計に役立つ。会計個人の公平性の懸念は、特に再分配政策の場合、社会政策の設計に影響を与える可能性がある。さらに、相互の好みは、貧しい人々がふさわしいか、ふさわしくないかという個人の信念に応じて、貧しい人々に対するさまざまな政策の人々の評価に影響を与える可能性がある。